# سونيل دت
سونيل دت (بالإنجليزية: Sunil Dutt)‏ هو مصارع رياضي هندي، ولد في 9 ديسمبر 1967.

## وصلات خارجية
- سونيل دت على موقع قاعدة بيانات المصارعة الدولية (الإنجليزية)
- سونيل دت على موقع أوليمبيديا (الإنجليزية)